# ワリダド
ワリダド (War Idaad, Wandad, Waridad, Waridud, Waridaad) はソマリランドのスール地域にある町。2008年に周囲の村を合わせて「ワリダド地区」に昇格し、さらに周辺の地区をいくつか合わせて「サラー地域」（Gobolka Saraar）が新設されたが、2020年に元のスール地域のアイナバ地区に戻された。

## 歴史
2008年3月、ソマリランドのカヒン大統領は新たに6地域16地区を設けると発表し、ワリダドはサラール地域の一地区となった。ただしこれは選挙対策の人気取りだとして批判を受けた。
2013年8月、ワリダドである男性が太陽光発電を利用した携帯電話の充電業務を行い、ブラオとエリガボを行き来する人から1回に1500ソマリランドシリング（約2.5米ドル）取ることで、1日当たり8から10ドルの収入になっており、顧客の端末はノキア製が多く、サムスン、GTIが多いと報じられている。
2016年9月、ソマリランド大統領が率いる代表団がこの辺りを視察し、ワリダドにも訪問した。
2016年11月、ワリダド地区が干ばつとなり、ソマリランド鉱物長官のフセイン・アブディ・デュアレがジェネラル・エネルギー社から提供された食料と水をワリダド地区とバリアラレ地区の合わせて1600世帯に供給した。3月にはワリダド地区にあるカラマドウの住民がノルウェーのソマリランドコミュニティからの寄付を受け取った。また、国際援助機関イスラム救済はワリダドに住む国内避難民400世帯に援助物資を配布した。ただし、供給物資は必ずしも被害が大きい地区に届けられたわけではなく、有力政治家の思惑で別の地区に流用されているとも報じられている。
2018年4月、ハバル・ジェロ氏族のアリバレ支族が、ソマリランド政府や軍の幹部にアリバレ支族が含まれていないとして抗議を行った。アリバレ支族はオーグを本拠地としているが、一部がワリダドにも住んでいる。
2018年11月、サラー地区警察署はワリダドで違法な木炭製造のために200平方キロメートルの範囲の樹木を破壊したとして、10人を逮捕、車両6台を押収。木炭製造は、この地区で盛んな牧草地を破壊する行為だと考えられている。この違法製造の資金はプントランドの住民から出ていると報じられている。
2018年11月、ソマリランド大統領が率いる代表団がこの辺りを視察し、ワリダドにも訪問し、歓迎された。
2019年1月、ソマリランド保険長官のヒンダ・ジャマ・ヒルシは、カタールからの募金を利用して、ワリダドに母子健康センターを着工。5月に完成。
2019年3月、ワリダド地区の住民多数がジフテリアにかかり、アイナバの病院で治療を受けていたが、2人が死亡した。
2020年5月、ワリダドで115ミリメートルの大雨が降り、低地の住宅70軒、その他の住宅50軒が部分的に損壊した。
2020年12月、ソマリランド政府長官のマハメド・アダン・イルミが選挙登録状況を視察するためワリダドを訪問。